# Vibrissea flavovirens
Vibrissea flavovirens är en svampart som först beskrevs av Christiaan Hendrik Persoon, och fick sitt nu gällande namn av Korf & J.R. Dixon 1974. Vibrissea flavovirens ingår i släktet Vibrissea och familjen Vibrisseaceae.  Arten är reproducerande i Sverige. Inga underarter finns listade i Catalogue of Life.